# 나이야가라
나이야가라는 춘천문화방송에서 방송하고 있는 예능 프로그램이다. 그래서 어르신들을 위한 좌충우돌 이야기를 다루는 내용을 가진 방송물이다.

## 방송 시간
- 춘천문화방송 : 매주 토요일 오전 9시 15분
- 재편성 채널 : 문화방송 서울 본국 TV채널, MBC NET, 원주문화방송, MBC강원영동